# 한국방문의해위원회
한국방문의해위원회는 문화체육관광부 소관의 비영리재단법으로서 ‘2010-2012 한국방문의해’ 캠페인의 성공적 추진을 통해 외래관광객 1천만명에 기여, 이를 바탕삼아 캠페인 경험을 지속 활용하고, 2018 평창동계올림픽 및 패럴림픽 개최를 계기로 관광산업의 성장에 부합하는 질적 발전 기반 확립을 위해 2013년 7월 '한국방문위원회'로 재출범하여 '2016-2018 한국방문의해' 캠페인을 성공적으로 마무리 하였다. 민간부문이 사업을 주도하고 공공부문이 협력하며, 민과 관의 장점을 극대화하는 관광산업 내 유일한 민관협력 공공법인이며 현재 외국인 대상 관광축제인 코리아그랜드세일, 외국인 전용 교통카드인 코리아투어카드, 친절캠페인 및 외국인 개별관광객(FIT) 대상 편의제공 사업을 추진중.

## 지난 캠페인
- ‘2016-2018 한국방문의해'
  - 비전 : 세계인이 다시 찾는 코리아
  - 소개 : ‘2010-2012 한국방문의해’ 캠페인의 성공적 추진을 통해 외래관광객 1천만명 목표 달성에 기여함으로써, 지난 캠페인 경험을 지속적으로 활용하고   관광산업의 양적 성장에 부합하는 질적 발전 기반 확립을 위해 추진
  - 홍보대사 : 이민호, 설현, 캐릭터 뽀로로
  - 목표 : 양적 성장에 부합하는 질적 발전 기반 확립
  - 추진전략 
    - 2018 평창동계올림픽 계기 글로벌 캠페인 추진
    - 특별인센티브 및 프로모션을 통한 개별관광객 유치 증대
    - 디테일이 강한 방문서비스 개선을 통한 외래객 재방문 유도
    - 메가이벤트 성공적 개최를 통한 지역관광 업그레이드
    - 민간참여 및 민관협력을 통한 범국가적 관광캠페인 전개

- '2010-2012 한국방문의해'
  - 비전 : 한국관광 고품격 선진화 및 관광브랜드 인지도 강화
  - 소개 : ‘2010-2012 한국방문의해’ 캠페인은 외래 관광객 유치 증대, 지역관광활성화, 한국 관광 환경 개선을 통해 외래관광객 1천만명을 유치하고 한국 관광의 경쟁력을 향상시킴으로써, 한국 관광의 고품격 선진화를 유도하고 한국 관광 브랜드에 대한 인지도를 강화시키기 위해 진행
  - 홍보대사 : 배용준, 김연아, 소녀시대, 캐릭터 뽀로로
  - 주요 성과
    - 관광부문 내 이해관계자간 협력시스템 구축 및 네트워크 보유
    - 민간부문 참여 확대를 통한 사업의 시너지 창출
    - 지자체 공동사업 추진을 통한 지역관광 및 지역경제 활성화
    - 한류열풍의 전 세계적 확산
    - 국민, 종사자 환대의식 향상 및 관광객 핵심접점(쇼핑, 음식, 교통) 환경 개선
    - 관광산업 내 민간부문의 참여 확대 및 한국관광의 질적성장 기반 마련

## 주요사업
- K스마일캠페인 : 우리의 친절과 미소로 외국인 관광객을 맞이하여 다시 찾고 싶은 대한민국을 만들기 위한 국민참여형 친절캠페인
- 환대서비스 개선 및 교육 : 외래관광객 불편/불만사항 해소를 위한 맞춤형 친절서비스 교육, 외래객 수용태세 개선, 이동형 여행자 서비스 센터 운영을 통한 관광경쟁력 강화 및 관광만족도 증진
- 코리아그랜드세일 : 관광과 한류가 융복합된 외국인 대상 관광축제. 다양한 분야에서 풍성한 혜택을 제공하며, 이벤트센터를 설치하여 외국어 통역, 행사 안내,무료 인터넷/WiFi, 경품 이벤트 등 편의서비스 제공
- 코리아세일페스타 : 유통, 제조, 관광, 문화업계 등이 함께 만들어가는 대한민국 대표 쇼핑 관광축제
- 코리아투어카드 : 교통 기능을 비롯한 각종 관광지 할인 및 문화체험 혜택을 제공하는 외국인 전용 교통관광카드
- 핸즈프리서비스 : 시내 주요거점과 공항 간 수하물 배송 및 보관 서비스
- 스마트헬프데스크 : 24시간 관광안내 무인 시스템, 주요 관광지와 축제는 물론 쇼핑, 교통, 맛집 안내,응급상황 대처 등 외국인 관광객에게 필요한 정보를 4개국어(영어, 일본어, 중국어 간체/번체)로 제공

## 조직성격
- 민과 관으로 구성된 위원사 간 협업을 통해 실질적 공익목적 사업 추진
- 다양한 민간부문이 참여하는 민간협력 관광 네트워크 구축을 통해 효율적 사업 추진 및 사업시너지 극대화
- 민간 기업, 경제단체 및 글로벌 기업의 연결통로이자  민간과 민간, 민간과 공공(지자체)간 연결고리 역할로 긴밀한 협력 도출 및 융복합 사업 추진
- 정부기금을 마중물로 활용하여 민간기업의 참여확대를 통해 예산 및 사업규모 증대
- 위원사(민간기업) 사업 협력 네트워크를 활용하여 해외홍보 확대 및 외국인 개별 관광객(FIT) 중점 사업 추진

## 설립 근거 및 설립연도
- 설립근거 : 민법 제32조(비영리법인의 설립과 허가)
- 설립연도 : 2008년 9월(문화체육관광부 소관의 비영리 재단법인)

## 주요 연혁
- 2008년 3월 : ‘2010-2012 한국방문의해’ 국정과제 선정
- 2008년 9월 : 한국방문의해위원회 설립
- 2008년 10월 : ‘2010-2012 한국방문의해’ 국정과제 선포
- 2010년~2012년 : ‘2010-2012 한국방문의해’ 성공적 시행 (08.10월~09.12월 사전캠페인)
- 2013. 7월 : ‘한국방문위원회’로 조직 개편 및 ‘2016-2018 한국방문의해’ 사전 프로모션 진행
- 2016년~2018년 : ‘2016-2018 한국방문의해’ 캠페인 추진

## 개편 배경
- ‘2010-2012 한국방문의해’의 경험과 협력 네트워크를 지속 활용하면서
- 2018평창동계올림픽 계기 ‘2016-2018 한국방문의해’ 캠페인 성공적 추진